# 遥めぐみ
遥 めぐみ（はるか めぐみ、1986年10月5日 - ）は、日本の元AV女優。東京都出身。バンビプロモーションに所属していた。

## 略歴
2006年、大学在学中にスカウトされ、同年8月に『新人×ギリギリモザイク』（エスワン）でAVデビュー。エスワン専属女優としてアダルトビデオ多数に出演。雑誌グラビア、テレビ番組出演や撮影会などのイベントでも大いに活躍する。
2008年7月、『引退×ハイパー×ギリモザ 引退ハイパーギリモザ』で女優業を引退。
2010年、AV女優業復帰。プレステージの素人物AV作品など数本に出演。
2011年9月、『スチュワーデス、めぐみ』（BeFree）および『美人若妻、堕ちるまで… 』（アタッカーズ）で本格的に再デビューを果たす。
2015年12月、オフィシャルブログにて、AV女優業の引退を発表。

## 人物・活動
- 趣味・特技は、料理、ネイル[2]、美容に関すること。飲食店でのアルバイト経験があり、料理は得意であることから、エスワン専属女優時代には自身のブログに手製の料理画像がよく載せられていた。
- 大変色白であり、紫外線による日焼けなど対して肌に影響が出やすく、対策の苦労が語られることがある。
- 視力が低いため、プライベートでは眼鏡をかけている[3]。旧ブログでは眼鏡姿も度々披露していた。
- ゲームにも造詣が深く、ゲームソフトやオンラインゲーム、MMORPGなどについて、ツイッターやブログ上で語られることがある。

## 出演作品

### アダルトビデオ

#### 2006年〜2008年 (エスワン作品)
以下はすべてエスワンより発売。
- 新人×ギリギリモザイク 新人ギリギリモザイク 遥めぐみ （2006年8月19日）
- ギリギリモザイク めぐみのセックスじっくり見せてあげる 遥めぐみ（2006年9月7日）
- ギリギリモザイク めぐみとい〜っぱいHしよっ 遥めぐみ（2006年10月7日）
- ギリギリモザイク 学校でセックスしよっ 遥めぐみ（2006年11月7日）
- ギリギリモザイク 6つのコスチュームでパコパコ!（2006年12月19日）
- ギリギリモザイク 妄想的特殊浴場 本指名 遥めぐみ（2007年1月19日）
- S1二周年記念!完全撮り下ろしスペシャルまとめてドーンッ!!（2007年2月7日）
- ギリギリモザイク 絶頂!イキまくり潮吹きFUCK（2007年2月19日）
- ギリギリモザイク おっきいチンポでバコバコ!（2007年3月19日）
- ギリギリモザイク バコバコ乱交27 遥めぐみ（2007年4月19日）
- ハイパーギリギリモザイク 特殊浴場TSUBAKI 貸切入浴料1億円 （2007年5月3日、エスワン）※AV OPEN 2007エントリー作品
- ギリギリモザイク 無限絶頂!激イカセFUCK 遥めぐみ（2007年5月19日）
- ギリギリモザイク 僕の彼女、遥めぐみ（2007年6月19日）
- ハイパー×ギリギリモザイク ハイパーギリギリモザイク（2007年7月19日）
- ギリギリモザイク み〜んなでパコパコ学園生活♥（2007年8月7日）
- ギリギリモザイク バコバコ風俗 W指名（2007年9月7日）
- ギリギリモザイク 止まらない失禁（2007年10月19日）
- ギリギリモザイク 大洪水!イキまくり潮吹き大乱交（2007年11月19日）
- ハイパー×ギリギリモザイク 特殊浴場TSUBAKI8時間（2007年12月7日）
- ギリギリモザイク 20コスチュームでパコパコ!（2007年12月19日）
- ギリギリモザイク めぐみはアナタのいいなり玩具（2008年1月19日）
- ハイパー×ギリギリモザイク パイパンハイパーギリギリモザイク（2008年2月19日）
- ギリギリモザイク 発情ダブルおまんこ（2008年3月19日）
- ハイパー×ギリギリモザイク パイパン潮吹きハイパーギリギリモザイク（2008年4月19日）
- レイプ×ギリモザ 犯された若妻（2008年6月19日）
- 引退×ハイパー×ギリモザ 引退ハイパーギリモザ（2008年7月19日）

#### 2010年 (一時的復帰時の作品)
- 女子のお宅に、おじゃまします。 Issue.05（2010年1月1日、プレステージ）※「井上裕子」名義
- 凌辱の罠（2010年1月25日、プラネットプラス）
- 働くオンナ VOL.58（2010年2月19日、プレステージ）※「鈴木早紀」名義

#### 本格再デビュー以降の作品
2011年
- スチュワーデス、めぐみ… 遥めぐみ（2011年9月7日、BeFree）
- 美人若妻、堕ちるまで… 遥めぐみ（2011年9月7日、アタッカーズ）
- 奴隷色のステージ18（2011年10月7日、 アタッカーズ）
- 美人キャスターレイプ 感じてしまう私達を許して…。（2011年11月7日、アタッカーズ）
- 犯罪捜査官復讐の弾痕（2011年12月7日、アタッカーズ）

2012年
- 家庭教師めぐみ先生の中出し授業（2012年1月7日、BeFree）
- 夫の目の前で犯されて- 訪問強姦魔4（2012年1月7日、アタッカーズ）
- 手コキクリニック 手淫・口淫・性交出張精液採取スペシャル（2012年9月6日、SODクリエイト）
- あなた、許して…。-忍び愛-（2012年2月7日、アタッカーズ）
- 夫の借金のカタにソープに売られた巨乳美人妻（2012年3月10日、プレステージ）
- 単体モデルが黒人初解禁！ 6本の巨大黒マラ VS 遥めぐみ 26歳（2012年3月10日、グローバルメディアエンタテインメント）
- 高額バイトに集まってきた素人娘 vol.11（2012年3月22日、プレステージ）
- 「間違えたフリして男湯に入る美人妻の裸をみて勃起したらヤられた」VOL.1（2012年4月5日、DANDY）
- 手を出してはいけない女の無防備パンチラ尻に勃起チ○ポが触れた瞬間マ○コの芯に火がついた（2012年4月5日、SWITCH）
- 「女の口は嘘をつく。」 雌女ANTHOLOGY ＃104（2012年4月6日、アウダースジャパン）
- 若妻凌辱実習 〜羞恥に晒された性教育〜（2012年4月7日、マドンナ）
- ヒロイン陵辱 49（2012年4月14日、ギガ）
- 淫尻妻 若妻淫乱調教計画（2012年4月16日、実録出版）
- 陵辱 中出し！チンカス掃除機 2（2012年4月21日、サディスティックヴィレッジ）
- 侵入者 遥めぐみ（2012年5月7日、アタッカーズ）
- 隣の人妻は夫の目を盗んで昼間から家に居る無職の俺の悶々チ○ポに誘いをかける（2012年5月10日、SWITCH）
- 露恥裏極 Gカップ＋美少女＋美肌＋美尻 スタイル抜群 遥めぐみ（2012年5月13日、セレブの友）
- キメセクしよ（2012年5月19日、ドグマ）
- 口腔マニアックス3 〜口の中が好き〜（2012年5月19日、希有｜KEU）
- 女幹部ヒーロー凌辱 女幹部レブレマ（2012年5月25日、ギガ）
- 「知らない女だけが損をする!世界最大級のメガチ○ポでハメ潮／乱交／生中出しをヤる 女2人旅Ver」Vol.1（2012年6月7日、DANDY）
- マン筋くっきり卑猥な直穿きレギンスアクメ!（2012年6月19日、エンペラー）
- 僕が彼女をしばるとき 昼間にオフィスへ電話をかけて…（2012年6月22日、ドリームチケット）
- ヒロインキラー 〜徹底討伐〜（2012年7月13日、ギガ）
- 罠に堕ちた人妻11 嵌められた人妻徹底蹂躙（2012年8月1日、中嶋興業）
- 陵辱巨尻幼妻 ハミ出した若い肉尻に我慢できない義父の勃起チ○ポ（2012年8月9日、ヒビノ）
- スーパーヒロイン絶体絶命!! Vol.42 鉄腕美女ダイナウーマン編（2012年8月10日、ギガ）
- 私、実は夫の上司に犯され続けてます…（2012年8月13日、溜池ゴロー）
- 卑猥すぎる美熟女フェラ 絶対に射精できる主観大量ローション全身ぶっかけパイズリまんコキフェラチオ（2012年8月19日、Emmanuelle）
- 調教 兄嫁輪姦レイプ（2012年8月23日、サディスティックヴィレッジ）
- 敵M男制裁ヒロイン ローズセラヴィー（2012年8月24日、ギガ）
- わいせつ屋外露出妻（2012年9月1日、VENUS）
- 生強姦ザーメン真正中出し 4 監禁凌辱されて中出しされた巨乳OLめぐみ（2012年9月13日、ハヤブサ）
- ヒロイン大活躍 ミスエクシード（2012年9月14日、ギガ）
- 生ハメ ザーメン中出しができる メンズエステ店（2012年9月25日、隼エージェンシー）
- 女捜査官拷問凌辱（2012年9月28日、ギガ）
- 恥ずかしい失禁 羞恥で溢れだすナースの泉（2012年10月1日、Fitch）
- いやらしいフェラと凄い手こきで2連発!!発射!!（2012年10月25日、隼エージェンシー）
- ヒロインマスク凌辱（2012年10月26日、ギガ）
- 鬼社長の奥さんは部下の肉奴隷 虐げられた部下たちの『復讐レイプ中出し』（2012年10月25日、サイドビー）
- いとこの巨乳嫁（2012年11月1日、グローリークエスト）
- 〜むすんで、ひらいて〜（2012年11月7日、アタッカーズ）
- 先輩のお願いは絶対!元ヤン女優の頼み事は逆らえずAV出演! 愛撫をされ「ふつうっス」と強がっていてもデカチンを ズッポリ挿入したら気持ちよすぎて可愛い声が 「あんあん」漏れちゃう後輩ヤンチャ娘（2012年11月22日、ナチュラルハイ）
- いやらしい人妻の濃厚フェラ（2012年11月23日、なでしこ）
- 手こき発射SP マッサージ＆ディープキッスたっぷり20人×20発（2012年11月25日、隼エージェンシー）
- 全力逃走レイプ（2012年12月6日、グローリークエスト）
- 満員バスでノーブラ乳首に勃起してしまった僕のチ○ポに生唾ゴックン若妻（2012年12月6日、SWITCH）
- うまのり人妻ホームヘルパー 欲望を満たす淫猥介護サービス（2012年12月7日、マドンナ）
- 放尿羞恥調教 遥めぐみ（2012年12月13日、カオカコミュニケーション|赤ほたるいか）
- たっぷり射精できる画面から目を離せない上目遣いの美白＆巨乳○女現役フェラテク15人全20シーン（2012年12月19日、エンペラー）
- Ｗ痴女 発情したオンナ達（2012年12月25日、美）

- 母親の目を盗んで息子のズボンを脱がす訪問販売員の美熟女2（2013年1月10日、ホットエンターテイメント）
- 禁断介護〜豊満な肉体を絶倫老人二人に奪い合いをされる欲求不満巨乳嫁〜（2013年1月17日、グローリークエスト）
- 美白美巨乳少女のものすごいオナニー!オナニーをする為の専用DVD!!（2013年1月19日、エンペラー）
- 「間違えたフリして女性専用車両に乗り込んで生でヤられた」VOL.1（2013年2月7日、DANDY）
- 女子プロレス 悶絶!地獄落ち Vol.1～遥めぐみ～（2013年2月22日、CF×FC キャットファイト×フェチクラブ）
- プレミアムぽちゃ娘 NO.010 遥めぐみ（B98-Gカップ）エロいよ、めぐみ先生!! 学校内でむちむちデカ尻を揉みながらバックで中出し!!（2013年3月7日、ぽちゃぷり）
- オイルマッサージ店で新人研修中、爆乳若奥様に｢ねえ、中に出して｣とせがまれたら、あなたならどうする?出す?出さない?（2013年3月22日、スクープ）
- バックで腰を振る美尻女たち（2013年3月21日、グローリークエスト）
- ビューティーレッスルレイパー7（2013年3月15日、アキバコム制作部）
- ぜーんぶ生ハメ 真正中出し 3 遥めぐみ（2013年3月25日、ハヤブサ）※『生強姦ザーメン真正中出し 4』、『生ハメ!! ザーメン中出しができる!! メンズエステ店 完全真正ザーメン中出し』(ともにハヤブサ)の再編集カップリング盤だと思われる。
- 真正中出し×エロ妄想が凄すぎる人妻 Gカップ巨乳妻めぐみ（2013年4月13日、ハヤブサ）
- フェラチオSP V (5) おしゃぶり240分×16人×16発（2013年4月13日、ハヤブサ）
- 貴方のザーメン抜いてあげる 神技のキス、手コキ、フェラで抜く女子たち（2013年5月12日、ハヤブサ）
- マンションの管理人という立場を悪用して 女性居住者宅に不法侵入し 盗撮 薬物混入 昏睡 性的いたずらをする ある不動産関係者の記録（2013年5月13日、カルマ）
- 素人妻たちを買い撮ります II（2013年5月13日、隼エージェンシー）
- プロスタイルバトル王道伝承 vol.3（2013年6月21日、バトル）
- 遥めぐみのMIXプロレス 6（2013年6月28日、バトル）
- B-1 トーナメントSECOND 第3試合（2013年6月28日、バトル）
- もうワザととしか思えない! 胸を押しつけながら超密着してくる巨乳人妻の発情サインを見逃すな！欲求不満な人妻の下半身事情にお応えするのがヤレる男の礼儀!!（2013年6月28日、スクープ｜KMP）
- カラダが卑猥なオンナと性交（2013年7月19日、ドリームチケット）
- BFシリーズ SEXファイト3（2013年7月19日、バトル）
- つい先日までフルバックしか履かなかった姉がTバックに…。見てしまった俺は、思わずフル勃起。姉にも見られて最悪だと思いきや、姉がヨダレを垂らしながら嬉しそうにチ○ポを弄んできた件

（2013年7月19日、NON）
- 昼下がりの人妻カフェにふらりと入ったら隣に座った奥さんがパンチラ見て硬くなった僕のチ○ポを握りしめてきた（2013年8月8日、SWITCH）
- 過激すぎて放送出来なかったライブチャット映像 完全撮り下ろし part2 素人27人収録 （2013年8月9日、BAZOOKA）
- 夢の近親相姦！ まだまだイケル母親のボインに久しぶりに接した僕のチ○コはカーチカチ、気付いた母は父の目を盗んで優しく挿入させてくれた（2013年9月19日、SWITCH）
- 美少女鬼アナル舐め・遥めぐみ（2013年10月19日、ミルキーキャット）
- 御茶ノ水OL専門 マッサージ施術院 IV（2013年11月1日、変態紳士倶楽部）
- 自ら進んで本番行為を持ちかける美人妻の猥褻アルバイト デリバリー回春エステを盗撮（2013年11月1日、変態紳士倶楽部）
- 肉食系痴女の男子制圧遊戯 vol.7（2013年11月1日、アマゾネス）
- B-1トーナメントSECOND 準決勝第2試合（2013年11月29日、バトル）
- B-1トーナメントSECOND 決勝戦（2013年12月13日、バトル）

2014年
- PRO-STYLE MIX TAG THE BEST I（2014年1月17日、バトル）
- Fighting Girls Volume.9 2013.12.21 聖戦 ~JIHAD~ FightingGirls チャンピオンタイトルマッチ2013（2014年1月24日、バトル）
- リアル矢◯な肉食系浮気妻。寝室修羅場盗撮（2014年1月25日、ブレスト）
- ブライダルサロン試着室で彼氏が待っているのに、イケメンスタイリストに愛撫され、グチョグチョに濡れるマリッジブルーな新婚妻（2014年1月25日、ブレスト）
- BATTLE presents 三冠王者決定戦 1 中居ちはるvs遥めぐみ（2014年2月7日、バトル）
- 腹パンチ愛好家達の宴 Vol.04（2014年2月7日、バトル）
- ヘンリー塚本のセックスのすすめ 絶頂快感篇（2014年11月13日、FAプロ）
- 挙式間近な花嫁のマリッジブルーにつけこんで…（2014年11月20日、STAR PARADISE）他 計9名出演。GOHATTOよりリリースの配信動画作品『ブライダルサロン試着室で彼氏が待っているのに…』のDVD版と思われる。

#### アダルトサイト
- MEGUMI/ウェイトレス（2007年〜2008年?、DRESSGRAPH｜PORNOGRAPH）※動画および画像。
- MEGUMI/ウェイトレス Limited（2007年〜2008年?、DRESSGRAPH｜PORNOGRAPH）※上記作品未収録動画および画像。
- MEGUMI PREMIUM EDITION（2007年〜2008年?、VIDEOGRAPH｜PORNOGRAPH）※動画配信サイト12ヶ月間継続会員限定のプレミアムコンテンツ。
- すっごくカラダのE子ちゃん MEGU（2013年4月2日、すっごくカラダのE子ちゃん）
- リアル矢◯な肉食系浮気妻。寝室修羅場盗撮（2013年8月30日、GOHATTO｜ブレスト）
- ブライダルサロン試着室で彼氏が待っているのに、イケメンスタイリストに愛撫され、グチョグチョに濡れるマリッジブルーな新婚妻（2013年9月6日、GOHATTO｜ブレスト）

### イメージビデオ｜ビデオドラマ 他
- 裸体 遥めぐみ（2007年5月25日、シャッフル）
- 看護師のレナ（2012年11月2日、グラッソ）…※R18+指定、アダルトドラマ作品。2007年9月に『新人ナース 遥めぐみの発情日記』としてスカイパーフェクTV!で放映された作品を改題し、DVDソフトとしてリリースされたもの。

### 写真集
- DMM増刊 遥めぐみ（2007年7月20日、ジーオーティー）

デジタル写真集
- Vanilla-H" 38 Megumi Haruka｜「はるか・な・そら」デジタル写真集（2006年・2007年 Vanilla-H"｜X-City）
- 遥めぐみデジタル写真集 vol.1〜vol.3（2007年、グラフィス）
- 「裸のめぐみ」（2007年6月28日、Level4）
- 「裸のめぐみ〜Vol.2」（2007年7月12日、Level4）
- 遥めぐみ×南波杏デジタル写真集「beautiful」（2007年7月12日、Level4）
- Gekisha 遥めぐみ Vol.1/2（2007年8月27日、シノヤマネット）撮影:篠山紀信（下記"Gekisha"ともに）
- Gekisha 綾瀬ひめ＆遥めぐみ Vol.1/2（2007年9月18日、シノヤマネット）
- 「ぬーど名鑑」（2007年9月13日 、Level4）
- 「Essence In〜エッセンスイン〜」（2007年9月13日 、Level4）
- 解禁!! 遥めぐみ オトナの写真集（2007年11月2日、オープンモール）
- 『マシュマロボディ』Fカップ!遥めぐみデジタル写真集01（2008年3月17日、pad）
- 爆乳姫!『エロチチ』Fカップ!遥めぐみデジタル写真集02（2007年12月27日、pad）
- 『ECSTASY』 Fカップ！遥めぐみデジタル写真集03（2008年4月4日、pad）
- Zeppin専科 Vol.39 遥めぐみ 〜爆乳美女のむちむちボイン〜（2008年7月17日・24日［動画編］、Dolce Vita）※画像、および【動画編】と題した動画。
- Zeppin専科 Vol.86 〜萌えコス・Hな看護婦編〜（2011年4月18日、Dolce Vita）
- Zeppin専科 Vol.92 〜萌えコス・桃尻メイド編〜（2011年6月17日、Dolce Vita）

【配信開始日に関して】
いずれも複数のサイトの内、最もダウンロード販売開始日付が若いものを採用した。「Zeppin専科 Vol.86･92」以外は全て2006年から2008年にかけてのエスワン専属時代に撮影、販売されたものである。

## メディア出演

### テレビ番組
- 2006年11月12日『ランク王国』（TBS系）[4]
- 2007年1月2日『志村&鶴瓶のあぶない交遊録 10』（テレビ朝日系）[5]
- 2007年2月3日『夜美女』（サンテレビ他、独立UHF局）※「Best Shot」コーナーに出演。
- 2007年2月10日『Xenos』第5話「隣人が覗く背徳行為復讐の罠に堕ちた妻」（テレビ東京系）
- 2007年6月2日〜30日『インリンのM時ですョ!』（サンテレビ他、独立UHF局）※2007年6月の第1週〜5週にかけて出演。（2日･9日･16日･23日･30日）[6]「ミッドナイト・ギャルバトル」コーナーであいり（中原りさこ）と共演。
- 2007年9月『新人ナース 遥めぐみの発情日記』（スカイパーフェクTV!）※アダルトドラマ。主演、小山レナ役。2012年11月に『看護師のレナ』に改題し、DVDソフトとしてリリース。

### モデル
- 湘南乃風『睡蓮花』CDシングル（2007年6月6日 トイズファクトリー） ジャケットモデルに起用される。
- 『ふたりのラブササイズ』（2007年7月20日 辰巳出版） ※DVD付きムックの本文、およびDVDに出演。